# Zboriv (huyện)
Huyện Zboriv (tiếng Ukraina: Зборівський район, chuyển tự: Zborivs'kyi raion) là một huyện của tỉnh Ternopil thuộc Ukraina. Huyện Zboriv có diện tích 977 km², dân số theo điều tra dân số ngày 5 tháng 12 năm 2001 là 47089 người với mật độ 48 người/km2. Trung tâm huyện nằm ở Zboriv.